# Хардинг, Люк
Люк Хардинг (англ. Luke Harding, 1968) — британский журналист, писатель, иностранный корреспондент газеты The Guardian.

## Биография
Хардинг окончил Оксфордский университет и был редактором университетской газеты Cherwell. После выпуска он работал в газетах The Sunday Correspondent, The Agrus и Daily Mail. В 1996 году он начал работать в The Guardian. С 2000 года Хардинг был корреспондентом Guardian в Южной Азии, он освещал войну в Афганистане и получил награду Ассоциации иностранной прессы за публикации о взятии силами НАТО Мазари-Шарифа.
С сентября 2003 года Хардинг работал корреспондентом в Берлине. С 2007 года он был московским корреспондентом газеты. В декабре 2007 года он опубликовал статью, в которой оценил состояние президента Владимира Путина в 40 млрд долларов США. В ходе пресс-конференции в феврале 2008 года Путин опроверг это утверждение. По результатам работы в России Хардинг написал книгу Mafia State, в которой охарактеризовал Россию как мафиозное государство, а руководство страны — как движимое двумя взаимоисключающими мотивами, национализмом и жаждой личного обогащения. Хардингу был отказано во въезде в Россию 8 февраля 2011 года. МИД РФ объяснил отказ тем, что у Хардинга истекла виза, а ранее он нарушал правила аккредитации и посещал зону проведения контртеррористической операции, не уведомляя об этом органы безопасности. Сам Хардинг и газета считали запрет следствием профессиональной деятельности Хардинга. Отказ во въезде Хардингу стал первым случаем высылки западного журналиста в постсоветской истории России.
В 2011 году Хардинг вместе с Дэвидом Ли издал биографическую книгу WikiLeaks: Inside Julian Assange’s War on Secrecy о Джулиане Ассанже. Отчасти по материалам книги был поставлен фильм «Пятая власть».
В 2014 году вышла книга Хардинга «Досье Сноудена: История самого разыскиваемого человека в мире» (англ. The Snowden Files: The Inside Story of the World’s Most Wanted Man) об Эдварде Сноудене. Хардинг сделал особый акцент на правовых аспектах работы журналистов The Guardian над материалами, переданными им Сноуденом. Митико Какутани (The New York Times) высоко оценила книгу, охарактеризовав её как «смешение романа Ле Карре и какого-то произведения Кафки».
Хардинг следит за событиями войны в Украине с самого начала, освещая первые моменты российского вторжения и ход боевых действий на передовой. Его статьи фокусируются на опыте людей, таких как осады Бучи и Мариуполя, а также на находке массовых захоронений и камер пыток на оккупированных Россией территориях.

## Книги
- The Liar: Fall of Jonathan Aitken (1997), вместе с Дэвидом Ли и Дэвидом Пэллистером.
- WikiLeaks: Inside Julian Assange’s War on Secrecy (2011), вместе с Дэвидом Ли.
- Mafia State: How One Reporter Became An Enemy Of The Brutal New Russia (2011).
- Libya: Murder in Benghazi and the Fall of Gaddafi (2012), вместе с Мартином Чуловом.
- The Snowden Files: The Inside Story of the World’s Most Wanted Man (2014).
- A Very Expensive Poison: The Definitive Story of the Murder of Litvinenko and Russia’s War with the West (2016).
- Collusion: Secret Meetings, Dirty Money, and How Russia Helped Donald Trump Win (2017).